# I Believe I Can Fly
«I Believe I Can Fly» (с англ. — «Я верю, что могу летать») — песня американского R&B-исполнителя Ар Келли, первоначально была выпущена в 1996 году, в качестве сингла к саундтреку фильма «Космический джем». Два года спустя композиция была переиздана в альбоме Келли R..
В начале 1997 года песня добралась до второй строчки в чарте Billboard Hot 100, уступив лишь Тони Брекстон с синглом «Un-Break My Heart». Несмотря на то, что «I Believe I Can Fly» так и не покорила вершину Billboard, она остаётся самым большим хитом Ар Келли. При этом, сингл возглавлял хит-парад R&B Singles на протяжении шести недель и занял первую строчку британского чарта. «I Believe I Can Fly» получила три награды «Грэмми». В 2004 году журналисты Rolling Stone поставили композицию на 406-е место в своём списке «500 величайших песен всех времён».

## Использование на ТВ
Помимо появления в саундтреке к фильму «Космический джем», «I Believe I Can Fly» прозвучала в фильме «Барабанная дробь» — она была исполнена школьным ансамблем во время выпускной церемонии Девона Майлза (Ник Кэннон).
- В мультфильме «Ледниковый период 2: Глобальное потепление» Крэш поёт эту песню, прежде чем врезаться в дерево.
- В фильме «Лохматый спецназ[англ.]», Уилсон поёт отрывок из песни во время погружения в бассейн.
- В фильме «Аферисты: Дик и Джейн развлекаются», Джим Керри поёт песню когда дурачится в лифте.
- Эта песня была исполнена в сезоне американского шоу The X Factor, Ар Келли спел её в дуэте с Мелани Амаро[англ.].
- Также, эта «I Believe I Can Fly» прозвучала на шоу The Voice, она стала последним сольным номером Джермейна Пола — победителя второго сезона.
- В четырнадцатом эпизоде третьего сезона сериала «Хор» «I Believe I Can Fly» исполнили как попурри с песней «Fly» Ники Минаж.
- В фильме «Мальчишник: Часть III» Лесли Чоу поёт 12-секундный фрагмент песни, когда прыгает с парашютом над Лас-Вегасом.

## Кавер-версии
- В 2003 году панк-рок группа Me First and the Gimme Gimmes перепела песню для своего альбома Take a Break.
- В 2004 году американский певец Уильям Ханг перепел песню для своей пластинки Inspiration.
- Саксофонист Мэрион Мидаус сделал кавер-версия песни для своего диска Dressed to Chill[3][4] .
- Патти Лабелль спела припев песни в своём концертном альбоме Live One Night Only в качестве дополнения к песне «Over The Rainbow».
- В 2001 году Джессика Симпсон спела эту песню на одном из концертов турне DreamChaser.
- Также свои версии этой песни исполнили: Этта Джеймс, Иоланда Адамс (в дуэте с Джеральдом Левертом[англ.]), Рут Браун, Джеймс Ингрэм, Ронан Китинг, Бианка Райан[англ.], и Тайлер Картер из группы Woe, Is Me.
- Участники шоу American Idol: Кэтрин Макфи, Анвар Робинсон, Аарон Келли, Кёртис Финч младший, и Иаков Ласка, исполняли эту песню в разных сезонах шоу.
- Также, кавер-версию песни спели: Тим Остенд (в третьем сезоне шоу The X Factor) и Делвин Чойс (в шестом сезоне The Voice).
- Рэперы южнокорейского бойз-бэнда Monsta X Чжухон и I.M исполнили акапельно песню «I Believe I Can Fly» во время интервью для Zaobao.

## Памятные исполнения
- Ар Келли исполнил песню на юбилейной, 40-й церемонии «Грэмми» в 1998 году.
- Экипаж STS-122 разбудили этой песней в 10-й день космической экспедиции[5].
- С самого начала песня стала прочно ассоциироваться с НБА, в первую очередь с Майклом Джорданом. Композиция звучала во время финальной трансляции НБА в 1997 году[6].
- 13 октября 2012 года, шаттл Индевор транспортировался из международного аэропорта Лос-Анджелеса в Калифорнийский научный центр по улицам города — песня зазвучала, когда шаттл покинул Форум. В тот же день на шоу Дебби Аллен её спел Джеймс Ингрэм, чувствуя прибытие Индевора в пункт назначения.

## Хит-парады
| Чарт (1996—1997)                     | Высшая позиция |
| ------------------------------------ | -------------- |
| Австралия (ARIA)                     | 24             |
| Австрия (Ö3 Austria Top 40)          | 1              |
| Нидерланды (Dutch Top 40)            | 2              |
| Eurochart Hot 100 Singles            | 1              |
| Франция (SNEP)                       | 17             |
| Германия (GfK)                       | 3              |
| Poland (ZPAV)                        | 1              |
| Швеция (Sverigetopplistan)           | 11             |
| UK Singles (Official Charts Company) | 1              |
| US Billboard Hot 100                 | 2              |
| US Hot R&B/Hip-Hop Songs (Billboard) | 1              |
| US Hot Dance Club Songs (Billboard)  | 6              |
| US Mainstream Top 40 (Billboard)     | 9              |
| US Rhythmic Top 40 (Billboard)       | 5              |
| US Adult Contemporary (Billboard)    | 7              |
| US Adult Top 40 (Billboard)          | 21             |

| Чарт (1997)          | Позиция |
| -------------------- | ------- |
| US Billboard Hot 100 | 6       |

| Чарт (1990—1999)     | Позиция |
| -------------------- | ------- |
| US Billboard Hot 100 | 87      |